# دهویه (نی‌ریز)
دهویه یک روستا در ایران است که در استان فارس واقع شده‌است. دهویه ۸۸ نفر جمعیت دارد.